# Goodbye Columbus
Pour plus de détails, voir Fiche technique et Distribution.
Goodbye Columbus est un film américain réalisé par Larry Peerce d'après le recueil de nouvelles Goodbye, Columbus de Philip Roth, film sorti en 1969.

## Synopsis
Neil Klugman, jeune libertaire issu de la classe ouvrière, est d’une grande intelligence, mais ne fait aucun projet en opposition à l’establishment. Vétéran de l’armée, diplômé de l’Université Rutgers, il gagne sa vie comme employé à la bibliothèque municipale de Columbus (Ohio). Il tombe amoureux de Brenda Patimkin, une riche étudiante du Radcliffe College en vacances pour l’été. Brenda l’invite à passer quelques jours dans la résidence familiale pour le présenter à ses parents qui s’inquiètent de leur différence de classe sociale. Mais plusieurs obstacles viennent entraver la relation amoureuse des jeunes gens, car Neil n’est pas prêt à renoncer à sa liberté. Tout d’abord parce qu'il comprend qu’il devrait sacrifier son indépendance en travaillant dans l’entreprise familiale pour avoir un avenir conforme à celui que le père Patimkin ambitionne pour un gendre en puissance, à l’instar de Ron, le frère de Brenda, qui a dû abandonner ses rêves d'athlète de l'Université d'État de l'Ohio pour travailler avec son père. Un autre problème se présente quand Neil découvre que Brenda ne prend jamais la pilule, risquant de tomber enceinte et le contraignant au mariage. Suivant les injonctions de Neil, Brenda utilise alors un diaphragme, mais quand sa mère s’en aperçoit, elle somme sa fille de mettre fin à sa relation avec Neil. La soumission de Brenda aux exigences familiales, et le refus de l'engagement de Neil, provoquent la rupture immédiate du couple.

## Fiche technique
- Titre original : Goodbye Columbus
- Réalisation : Larry Peerce
- Scénario : Arnold Schulman d’après le recueil de nouvelles de Philip Roth, Goodbye, Columbus (1959)
- Direction artistique : Manny Gerard
- Costumes : Gene Coffin
- Photographie : Enrique Bravo, Gerald Hirschfeld
- Son : Jack C. Jacobsen, Charles Grenzbach
- Montage : Ralph Rosenblum
- Musique : Charles Fox
- Production : Stanley R. Jaffe
- Société de production : Willow Tree (États-Unis)
- Société de distribution : Paramount Pictures (États-Unis, France)
- Pays d’origine :  États-Unis
- Langue originale : anglais
- Format : 35 mm — couleur par Technicolor — 1.85:1 — son monophonique
- Genre : comédie dramatique, film romantique
- Durée : 102 minutes
- Dates de sortie :
  - États-Unis : 3 avril 1969 (New York)
  - France : 21 mai 1969

## Distribution
- Richard Benjamin : Neil Klugman
- Ali MacGraw : Brenda Patimkin
- Jack Klugman : Ben Patimkin, le père de Brenda
- Nan Martin : Mme Patimkin, la mère de Brenda
- Michael Meyers : Ron Patimkin, le frère de Brenda
- Lori Shelle : Julie Patimkin, la sœur cadette de Brenda
- Royce Wallace (en) : Carlotta, la bonne des Patimkim
- Kay Cummings : Doris Klugman, la cousine de Neil
- Sylvie Strause : Gladys, la tante de Neil
- Reuben Schafer : Max, l'oncle de Neil
- Anthony McGowan : le garçon noir à la bibliothèque
- Rey Baumel : Harry Patimkin, le frère de Ben
- Mari Gorman (en) : Laura Simpson Sockaloe dite « Simp »
- Michael Nouri (non crédité) : Don Farber, joueur de basket-ball, ex petit ami de Brenda
- Bette Midler (non créditée) : une invitée à la soirée
- Jaclyn Smith (non créditée) : une invitée à la soirée
- Delos V. Smith Jr. : Mr. Scapelle

## Production

### Tournage
Extérieurs :
- État de New York (Comté de Westchester) : Yonkers.
- Massachusetts (Comté de Middlesex) : Cambridge.

### Musique
Album BO
Musique additionnelle
- Wives and Lovers (en), instrumental composé par Burt Bacharach, 1963 (musique écoutée par Ron).
- Isn't It Romantic?, instrumental composé par Richard Rodgers, 1932 (musique écoutée par Ron).
- Moon River, instrumental composé par Henry Mancini, 1961 (musique écoutée par Ron).

## Accueil
AllMovie,: « En 1969, la réalisation de Larry Peerce, influencée par la Nouvelle Vague, a suscité beaucoup de critiques notamment à cause d'effets jugés complaisants comme les plans rapprochés et ralentis de la fille plongeant dans la piscine. Bien plus intéressante est l'amusante description faite par Peerce des mœurs sociales de la bourgeoisie juive américaine. Pour leurs débuts au cinéma, Richard Benjamin et Ali MacGraw sont idéalement gauches ; la prestation la plus mémorable reste celle de Michael Meyers en jeune frère nasillard de MacGraw. »

## Distinctions

### Récompenses
- États-Unis :
  - Golden Globes 1970 : Golden Globe de la révélation féminine la plus prometteuse à Ali MacGraw.
  - Laurel Awards 1970 : prix de la révélation féminine dans une comédie à Ali MacGraw.
  - Writers Guild of America 1970 : prix du meilleur scénario adapté à Arnold Schulman.

### Nominations
- Royaume-Uni : BAFTA Awards 1970 :
  - Jack Klugman nommé pour le British Academy Film Award du meilleur acteur dans un second rôle,
  - Ali MacGraw nommée pour le British Academy Film Award de la révélation féminine la plus prometteuse dans un rôle principal,
  - Arnold Schulman nommé pour British Academy Film Award du meilleur scénario.
- États-Unis : Directors Guild of America 1970 : Larry Peerce nommé pour le prix de la meilleure réalisation.
- États-Unis : Golden Globes 1970 :
  - Nommé pour le Golden Globe du meilleur film musical ou de comédie,
  - Chanson Goodbye, Columbus, interprétée par The Association, nommée pour le Golden Globe de la meilleure chanson originale.
- États-Unis : Laurel Awards 1970 :
  - Richard Benjamin nommé pour le prix du meilleur acteur dans un film dramatique (5e place),
  - Richard Benjamin nommé pour le prix la révélation masculine (4e place).
- États-Unis : Oscars du cinéma 1970 : Arnold Schulman nommé pour l'Oscar du meilleur scénario adapté.

## Thèmes et contexte
Le jeune Neil Klugman, en marge du système, est un subtil observateur qui s'amuse des conventions sociales et des travers des richissimes parents de sa petite amie Brenda. S’il accepte l’invitation dans la famille de cette dernière, c’est notamment parce que Brenda est en réaction contre les convenances érigées par sa mère, bourgeoise désœuvrée soucieuse des apparences, mais également parce que, un brin subversif, ça l'amuse de coucher chaque nuit avec Brenda à la barbe de ses parents. Il ne porte pas de jugement sur le comportement de ses hôtes, mais éprouve de la commisération pour ceux qui, comme Ron, renoncent à leurs rêves pour se soumettre aux exigences de leurs parents, car Ron rejoint l’entreprise familiale puis fait un mariage de convenance alors qu’il a des inclinaisons homosexuelles (il met souvent des claques « viriles » aux fesses de Neil). La même humanité de Neil transparaît dans son travail quand il facilite l’accès à la bibliothèque et à la culture d’un jeune garçon noir qui s’est pris d’intérêt pour un livre sur la peinture, s’attendant à être accusé comme d’habitude de faire « quelque chose de mal ». Mais malgré l’amour que Neil éprouve pour Brenda, il la quitte quand il comprend qu’elle restera toujours sous l’emprise familiale, incapable d’imposer ses convictions en espérant se retrouver « accidentellement » enceinte pour forcer ses parents à accepter Neil comme gendre.
Goodbye Columbus peut être vu comme la première partie des problèmes qu'un libertaire rencontre face au conditionnement de l'establishment, la suite faisant l'objet de l'œuvre de Robert Mulligan, The Pursuit of Happiness (1971) où le libertaire William Popper, accusé par la justice américaine d'être un mauvais citoyen, est finalement contraint de s'exiler...